# Новодонецька селищна рада
Новодонецька се́лищна ра́да — орган місцевого самоврядування Новодонецької селищної громади Краматорського району Донецької області. Адміністративний центр — смт Новодонецьке.

## Склад ради
Рада складається з 30 депутатів та голови.
- Голова ради: Бражніков Дмитро Олегович

### Керівний склад попередніх скликань
| ПІБ                          | Основні відомості                                                | Дата обрання | Дата звільнення |
| ---------------------------- | ---------------------------------------------------------------- | ------------ | --------------- |
| Сахно Іван Васильович        | Селищний голова, 1937 року народження, член Партії регіонів      | 26.03.2006   | 29.03.2008      |
| Аксьонов Андрій Анатолійович | Селищний голова, 1971 року народження, освіта вища, безпартійний | 30.11.2008   | 31.10.2010      |
| Аксьонов Андрій Анатолійович | Селищний голова, 1971 року народження, освіта вища, безпартійний | 31.10.2010   | 30.10.2015      |

Примітка: таблиця складена за даними джерела

### Депутати
За результатами місцевих виборів 2010 року депутатами ради стали:

#### За суб'єктами висування
| Суб'єкт висування | Кількість обраних депутатів | %   |
| ----------------- | --------------------------- | --- |
| Партія регіонів   | 30                          | 100 |

#### За округами
| № округу        | Прізвище, ім'я, по батькові      | Дата визнання обраним | Освіта         | Партійна приналежність | Відомості про обраного депутата |
| --------------- | -------------------------------- | --------------------- | -------------- | ---------------------- | --- |
| Партія регіонів |                                  |                       |                |                        | |
| 1               | Матяш Світлана Володимирівна     | 01.11.2010            | Освіта вища    | член Партії регіонів   | приватний підприємець |
| 2               | Снєгурова Людмила Анатоліївна    | 01.11.2010            | Освіта вища    | член Партії регіонів   | приписна дільниця Білозерської міської лікарні, дільничний лікар-терапевт                                                                                         |
| 3               | Аксьонов Анатолій Васильович     | 01.11.2010            | Освіта вища    | член Партії регіонів   | пенсіонер |
| 4               | Парашинець Микола Михайлович     | 01.11.2010            | Освіта вища    | член Партії регіонів   | Відокремлене підприємство "Шахта «Новодонецька» Державного підприємства «Добропіллявугілля», начальник дільниці № 3                                               |
| 5               | Савченко Любов Михайлівна        | 01.11.2010            | Освіта вища    | член Партії регіонів   | Дошкільний навчальний заклад 25 «Радість», завідувачка |
| 6               | Вішуренко Тетяна Андріївна       | 01.11.2010            | Освіта середня | член Партії регіонів   | Відокремлене підприємство "Шахта «Піонер» Державного підприємства «Добропіллявугілля», роздавальник нафтопродуктів                                                |
| 7               | Ганінець Галина Федорівна        | 01.11.2010            | Освіта вища    | член Партії регіонів   | Новодонецька селищна рада, секретар |
| 8               | Булкіна Любов Анатоліївна        | 01.11.2010            | Освіта вища    | член Партії регіонів   | приватний підприємець |
| 9               | Сосулєв Ігор Іванович            | 01.11.2010            | Освіта вища    | член Партії регіонів   | Відокремлене підприємство "Шахта «Новодонецька» Державного підприємства «Добропіллявугілля», головний інженер                                                     |
| 10              | Жуков Андрій Олексійович         | 01.11.2010            | Освіта вища    | член Партії регіонів   | Відокремлене підприємство "Шахта «Піонер» Державного підприємства «Добропіллявугілля», дільниця 1, гірничий майстер                                               |
| 11              | Бобрун Світлана Вікторівна       | 01.11.2010            | Освіта вища    | член Партії регіонів   | Приватне підприємство «Новодонецька Ремонтно-експлуатаційна контора», директор                                                                                    |
| 12              | Гончарова Інна Володимирівна     | 01.11.2010            | Освіта вища    | член Партії регіонів   | Дільниця 4 виробничого управління водопровідноканалізаційного господарства, контролер                                                                             |
| 13              | Данильченко Павло Олексійович    | 01.11.2010            | Освіта вища    | член Партії регіонів   | Відокремлене підприємство "Шахта «Піонер» Державного підприємства «Добропіллявугілля», начальник дільниці                                                         |
| 14              | Сундучников Артем Сергійович     | 01.11.2010            | Освіта середня | член Партії регіонів   | Відокремлене підприємство "Шахта «Піонер» Державного підприємства «Добропіллявугілля», дільниця ремонтно-відновлюваних робіт, гірничий підземний                  |
| 15              | Колесник Володимир Володимирович | 01.11.2010            | Освіта вища    | член Партії регіонів   | Державне підприємство «Добропіллявугілля», директорпо виробництву                                                                                                 |
| 16              | Дунець Наталя Миколаївна         | 01.11.2010            | Освіта вища    | член Партії регіонів   | Відокремлене підприємство "Шахта «Піонер» Державного підприємства "Добропіллявугілля, начальник дільниці енерготеплотехнічного обладнання                         |
| 17              | Сваригіна Ніна Іванівна          | 01.11.2010            | Освіта середня | член Партії регіонів   | приватний підприємець, перукар |
| 18              | Маршук Євген Іванович            | 01.11.2010            | Освіта вища    | член Партії регіонів   | Відокремлене підприємство "Шахта «Піонер» Державного підприємства «Добропіллявугілля», дільниця монтаж демонтаж і ремонт обладнання, помічник начальника дільниці |
| 19              | Філімонова Наталя Миколаївна     | 01.11.2010            | Освіта середня | член Партії регіонів   | пенсіонер |
| 20              | Сукова Лариса Миколаївна         | 01.11.2010            | Освіта вища    | член Партії регіонів   | Приватне підприємство «Новодонецька Ремонтно-експлуатаційна контора», паспортист                                                                                  |
| 21              | Воронова Жанна Миколаївна        | 01.11.2010            | Освіта вища    | член Партії регіонів   | Новодонецька загальноосвітня школа І-ІІІ ст. 16 Добропільської міської ради, директор                                                                             |
| 22              | Світличний Євген Олександрович   | 01.11.2010            | Освіта вища    | член Партії регіонів   | Відокремлене підприємство "Шахта «Піонер» Державного підприємства «Добропіллявугілля», дільниця водовідлив, механік                                               |
| 23              | Жарова Наталя Володимирівна      | 01.11.2010            | Освіта вища    | член Партії регіонів   | Дитячий навчальний заклад «Ромашка», помічник вихователя |
| 24              | Морозкова Любов Федорівна        | 01.11.2010            | Освіта вища    | член Партії регіонів   | Новодонецька загальноосвітня школа І-ІІІ ст. 17 Добропільської міської ради, вчитель фізичного виховання                                                          |
| 25              | Бражніков Дмитро Олегович        | 01.11.2010            | Освіта вища    | член Партії регіонів   | Комунальне підприємство «Новодонецьксервіс», директор |
| 26              | Куц Наталя Михайлівна            | 01.11.2010            | Освіта вища    | член Партії регіонів   | Виконком Новодонецької селищної ради, касир |
| 27              | Балашенок Любов Федорівна        | 01.11.2010            | Освіта вища    | член Партії регіонів   | Новодонецька загальноосвітня школа І-ІІІст. 17 Добропільської міської ради, вчитель інформатики                                                                   |
| 28              | Ломова Ізабелла Валеріївна       | 01.11.2010            | Освіта вища    | член Партії регіонів   | Новодонецька загальноосвітня школа І-ІІІ ст. 17 Добропільської міської ради, заступник директора з виховної роботи                                                |
| 29              | Сипко Геннадій Володимирович     | 01.11.2010            | Освіта вища    | член Партії регіонів   | Відокремлене підприємство "Шахта «Піонер» Державного підприємства "Добропіллявугілля, начальник дільниці стаціонарних установок                                   |
| 30              | Петрина Олена Юріївна            | 01.11.2010            | Освіта вища    | член Партії регіонів   | Виробниче підприємство "Шахта «Свято-Покровська», роздавальник вибухових матеріалів                                                                               |